# Angulaphthona
Angulaphthona là một chi bọ cánh cứng trong họ Chrysomelidae.
Chi này được Bechyne miêu tả khoa học năm 1960.

## Các loài
Chi này gồm các loài:
- Angulaphthona schereri Gruev, 1981